# دوبال‌میوه چرمی
دوبال‌میوه چرمی (نام علمی: Dipterocarpus coriaceus) نام یک گونه از سرده دوبال‌میوه‌ها است.